# Coșești
Coșești là một xã thuộc hạt Argeș, România. Dân số thời điểm năm 2002 là 5487 người.